# Skala (Empirie)
Die Begriffe Relationensystem (kurz Relativ), empirisches Relativ und numerisches Relativ sind Fachbegriffe der Empirie zur abstrakten Beschreibung der Konstruktion einer Skala im Sinne einer Messvorschrift. Die konkrete Entwicklung einer Messvorschrift ist die Operationalisierung. Je nach der Art der Größe, die mithilfe einer Skala gemessen werden soll, nutzt man verschiedene Typen von Skalen (sogenanntes Skalenniveaus).
In den empirischen Wissenschaften geht man davon aus, dass die Beobachtungsobjekte (Gegenstände, Personen, Werke, Ereignisse, …) Eigenschaften besitzen, die nicht davon abhängen, ob sie beobachtet werden. Daher unterscheidet man zwischen Eigenschaften und Messergebnissen.

## Beispiel „Temperatur“
Beschäftigt man sich genauer mit Temperatureffekten und versucht, den Bereich zwischen gegebenen Fixpunkten (etwa Schmelz- und Siedepunkt von Wasser) gleichmäßig einzuteilen, so erkennt man, dass verschiedene Messprinzipien (Ausdehnung von Flüssigkeiten und Gasen, elektrischer Widerstand von oder Kontaktspannung zwischen Metallen, Lage des Gleichgewichtes chemischer Reaktionen, …) zu uneinheitlichen Ergebnissen führen. Die Annahme, dass nicht eine der Messmethoden die Eigenschaft „Temperatur“ definiert und die anderen abweichende Ergebnisse liefern, sondern dass alle Methoden nur Näherungen an eine wahre Eigenschaft T darstellen, wurde durch physikalische Entdeckungen bekräftigt, etwa die Existenz einer unteren Grenze für die Temperatur (T = 0) oder die T4-Form der Temperaturabhängigkeit der Strahlungsleistung der Wärmestrahlung, wenn Temperaturverhältnisse über den maximalen Wirkungsgrad von Wärmekraftmaschinen definiert werden, siehe Absolute Temperatur.

## Definitionen
„Unter einem Relativ oder einem Relationensystem versteht man eine Menge von Objekten und eine oder mehrere Relationen, mit denen die Art der Beziehung der Objekte untereinander charakterisiert wird.“
Bei einer Menge von Beobachtungsobjekten und den zwischen ihnen bestehenden Beziehungen bezüglich einer Eigenschaft handelt es sich um ein empirisches Relativ, bei einer Menge von Zahlen, über die eine Relation definiert wurde, um ein numerisches Relativ.
Versteht man unter empirischen Relationen, „dass sie das unmittelbare Ergebnis von Paarvergleichsexperimenten sind“, gibt es aufgrund der Feststellung, dass dabei manchmal Annahmen verletzt werden, auch Überlegungen, das empirische Relativ eher als „theoretische Abstraktion empirischer Beobachtungen“ zu betrachten.
Der Zusammenhang zwischen einem empirischen Relativ und einem numerischen Relativ wird durch eine Abbildungsfunktion festgelegt. Besonderen praktischen Wert haben Abbildungsfunktionen, die die Struktur der empirisch beobachteten Relationen nicht durcheinanderbringen, siehe Homomorphismus. Die Gesamtheit aus
- einem empirischen Relativ,
- einem numerischen Relativ
- und einer homomorphen Abbildung zwischen beiden (Zuordnungsregel, Messvorschrift, siehe Operationalisierung)

ist eine Skala.
„Formal ist eine Skala definiert als das geordnete Tripel aus einem empirischen relationalen System A, dem numerischen Relativ N und dem Morphismus (der Zuordnungsfunktion) f: A→N, mithin das Tripel (A, N, f). Ausführlicher ausgedrückt ist also Skala=[(A; R1,... Rn),(N;S1,… Sn)f]. Darin bezeichnet A eine Menge empirischer Objekte, für welche die Relationen Ri gelten, N eine Teilmenge der reellen Zahlen mit den Relationen Si und f die Abbildungsvorschrift des Morphismus.“
Skalen können vielfältig sein. Für eine Systematik siehe Skalenniveau.